# چاکال‌کویوسو (سیحان)
چاکال‌کویوسو (به ترکی استانبولی: Çakalkuyusu) یک منطقهٔ مسکونی در ترکیه است که در سیحان واقع شده‌است.